# Fridrich IV. Falcký
Fridrich IV. (něm. Friedrich IV. von der Pfalz; 5. března 1574, Amberg – 19. září 1610, Heidelberg), zvaný „Upřimný“, byl kurfiřt falcký a zakladatel protestantské unie z Wittelsbašského rodu.

## Život
Byl jediným synem Ludvíka VI. Falckého a Alžběty Hesenské, který se dožil dospělosti. Jeho otec zemřel v říjnu 1583 a Fridrich byl ve svých devíti letech svěřen do opatrovnictví svého strýce Jana Kazimíra, přesvědčeného kalvinisty, který jeho jménem vládl do roku 1592 v Rýnské Falci, což mělo velký vliv na Fridrichovu budoucnost. Další, kdo malého Fridricha ovlivňoval, byl jeho dvorního lektor, astronom a matematik Bartholemaeus Pitiscus, který byl také kalvinista.
Poté, co v roce 1592 jeho strýc zemřel, převzal moc nad Falcí sám Fridrich. Jeho vláda pokračovala v protikatolickém duchu po vzoru jeho strýce, i když on sám nebyl kalvinista, ale luterán. V roce 1608, v důsledku růstu mezikonfesního napětí v Říši, zejména protestantsko-katolického antagonismu, založil alianci protestantských knížat a říšských měst, nazvanou Protestantská unie. Nedlouho poté, roku 1610 zemřel na následky „svého hýřivého života“ v Heidelbergu, kde je také pochován v chrámu Ducha svatého.

## V kultuře
O Fridrichu IV. Falckém byla v 19. století napsána slavná humoristická skladba Wütend wälzt sich einst im Bette.

## Manželství a potomci
23. června roku 1593 se Fridrich oženil s Luisou Julianou Oranžskou (1576-1644), dcerou Viléma I. Oranžského, nizozemského místodržícího, a jeho třetí manželky Šarloty Bourbonské. Z manželství vzešlo osm potomků:
- Luisa Juliana (16. července 1594 – 28. dubna 1640), ⚭ 1612 Jan II. Falcko-Zweibrückenský (26. března 1584 – 9. srpna 1635), vévoda falcko-zweibrückenský
- Kateřina Žofie (10. června 1595 – 28. června 1626),
- Fridrich Falcký (26. srpna 1596 – 29. listopadu 1632), falckrabě Rýnské Falce, císařský kurfiřt, vévoda bavorský, markrabě moravský, vévoda slezský a markrabě obojí Lužice, český "zimní" král (1619–1620), ⚭ 1613 Alžběta Stuartovna (19. srpna 1596 – 13. února 1662)
- Alžběta Šarlota (19. listopadu 1597 – 25. dubna 1660), ⚭ 1616 Jiří Vilém Braniborský (3. listopadu 1595 – 1. prosince 1640)
- Anna Eleonora (4. ledna 1599 – 10. října 1600)
- Ludvík Vilém (5. srpna 1600 – 10. října 1600)
- Mořic Kristián (18. září 1601 – 28. března 1605)
- Ludvík Filip (23. listopadu 1602 – 6. ledna 1655), ⚭ 1631 Marie Eleonora Braniborská (1. dubna 1607 – 18. února 1675)